# Georg Engelbach

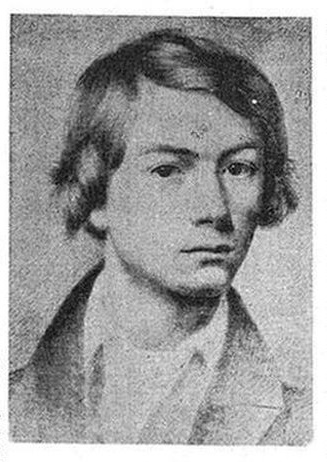
Jugendliches Porträt des Künstlers, 1832

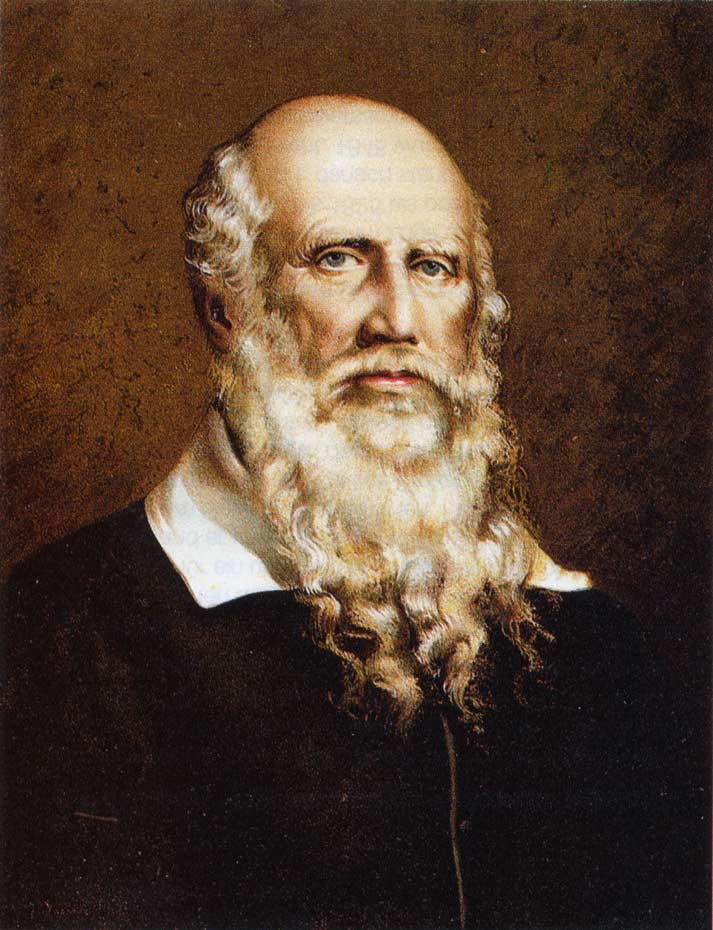
Friedrich Ludwig Jahn. Lithographie von Georg Engelbach, um 1852

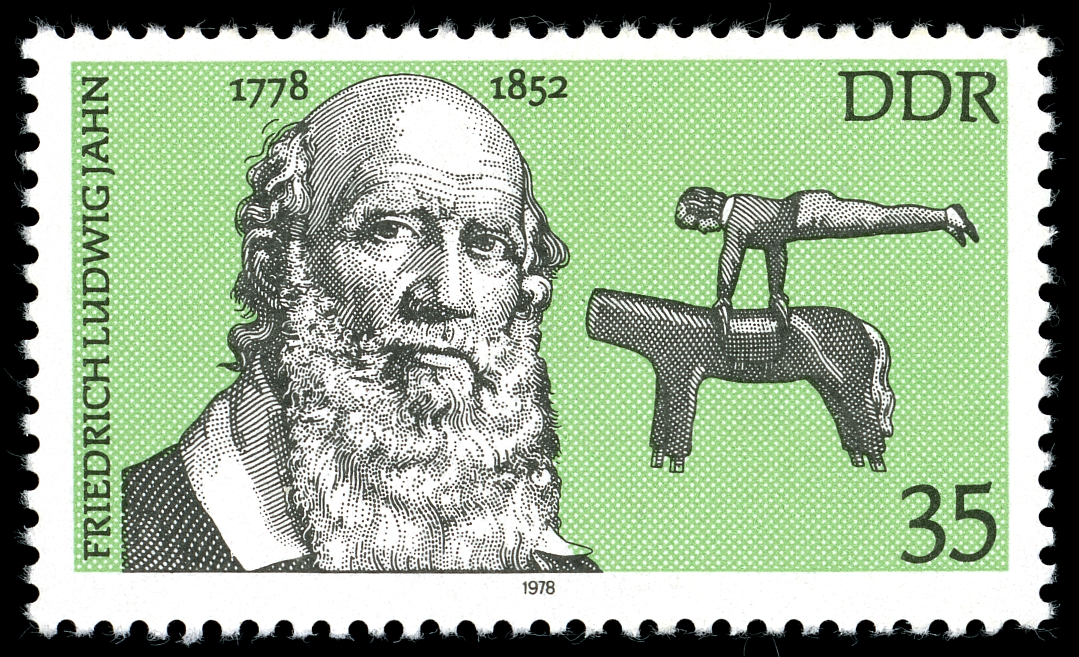
Gedenkbriefmarke der Deutschen Post der DDR zum 200. Geburtstag Jahns

Georg Ludwig Engelbach (* 28. Februar 1817 in Biedenkopf, Hessen; † 4. Dezember 1894 in Berlin) war ein deutscher Lithograf, Zeichner, Kopist und Porträtmaler.

## Leben
Er war der Sohn des Tuchmachers Justus Alexander Engelbach und seiner Frau Marie geb. Betram. Georg Engelbach besuchte die Bürgerschule seiner Heimatstadt Biedenkopf, studierte 1833 bis 1837 Kunst in Darmstadt und besuchte dann die Akademie der Bildenden Künste München. Hier turnte er in seiner Freizeit bei Hans Ferdinand Maßmann (1797–1874), dessen Bekanntschaft später noch eine Rolle in seinem Leben spielen sollte.
Ab 1846 arbeitete und lebte Georg Engelbach in Berlin. Er schuf Bildnisse von Mitgliedern des preußischen Herrscherhauses (darunter Kaiser Wilhelm I., Kaiser Wilhelm II., Kaiserin Auguste Victoria), von bedeutenden Zeitgenossen (wie dem Pianisten Anton Rubinstein, dem Geiger und Komponisten Louis Spohr, dem Komponisten Richard Wagner) sowie von Menschen aus seinem Familien- und Bekanntenkreis. 1846 traf er im Hause Maßmanns mit dessen Freund, dem „Turnvater“ Friedrich Ludwig Jahn zusammen und zeichnete ihn nach dem Leben. Daraus entstand seine berühmteste und verbreitetste  Lithografie.
Als begeisterter Turner stellte er mit zwei Mitstreitern das „Deutsche Turnliederbuch“ zusammen, ergänzt um einen „Vaterländischen Geschichtsweiser“ (14. Auflage, Berlin 1913).
1852 ehelichte Engelbach die Notarstochter Maria Moré (1816–1897) aus Grünstadt. Sie war die Schwester von Hans Ferdinand Maßmanns Frau. Über andere ihrer Schwestern wurde er auch der Schwager des Pädagogen Heinrich Dittmar (1792–1866) und des  französischen Historikers Edgar Quinet (1803–1875), die ebenfalls mit Moré-Töchtern verheiratet waren. Heinrich Dittmar porträtierte und lithografierte er. Der Revolutionär Friedrich Hermann Moré (1812–1880) war ein Bruder seiner Frau.
Auf dem Alten St.-Matthäus-Kirchhof Berlin fand Georg Engelbach seine letzte Ruhestätte.
Das Gesicht des Jahndenkmals Berlin im Volkspark Hasenheide wurde von dem Bildhauer Erdmann Encke nach Engelbachs Lithografie gestaltet. Die Gedenkbriefmarken der Deutschen Post der DDR, zum 100. Todestag Jahns (1952) und zum 200. Geburtstag (1978), zeigen ebenfalls Engelbachs Porträt.